# Cross Roads (Teksas)
Cross Roads je gradić u američkoj saveznoj državi Teksas. Prema popisu stanovništva iz 2010. u njemu je živjelo 1.563 stanovnika.